# Pegasus (uitgeverij)
Pegasus is een uitgeverij annex boekwinkel in Amsterdam die zich vooral richt op slavistiek (woordenboeken, leermiddelen e.d.) en literatuur en lectuur uit Oost-Europa.

## Geschiedenis
Pegasus was sinds 1934 de uitgeverij van de Communistische Partij van Nederland, en had boekhandels in de Leidsestraat in Amsterdam en in de Hoogstraat in Rotterdam. Destijds werden er, onder meer, de meeste hoofdwerken van Karl Marx, Friedrich Engels en Vladimir Lenin uitgegeven, en de officiële Geschiedenis van de Communistische Partij der Sowjet-Unie (Bolsjewiki). 
Een bekend Nederlands auteur die zijn werken door Pegasus liet uitgeven in de communistische periode was Theun de Vries. De Surinaamse dichter Michaël Slory maakte er zijn debuut in 1961 met Sarka/Bittere strijd.